# إيرين كوثبرت
إيرين كوثبرت (بالإنجليزية: Erin Cuthbert) هي لاعبة كرة قدم بريطانية، ولدت في 19 يوليو 1998 في Irvine, North Ayrshire ‏ في المملكة المتحدة. لعبت مع نادي غلاسكو سيتي.

## وصلات خارجية
- إيرين كوثبرت على موقع الاتحاد الدولي (مؤرشف)  (الإنجليزية)
- إيرين كوثبرت على موقع الاتحاد الأوربي (الإنجليزية)
- إيرين كوثبرت على موقع الاتحاد الإسكتلندي (الإنجليزية)
- إيرين كوثبرت على موقع قاعدة بيانات كرة القدم.إي يو (الإنجليزية)
- إيرين كوثبرت على موقع Soccerway.com (الإنجليزية)
- إيرين كوثبرت على موقع عالم كرة القدم.نت (الإنجليزية)